# Chthonos quinquemucronata
Espèce
Synonymes
- Tecmessa quinquemucronata Simon, 1893

Chthonos quinquemucronata est une espèce d'araignées aranéomorphes de la famille des Theridiosomatidae.

## Distribution
Cette espèce est endémique du Brésil.

## Description
Le mâle décrit par Simon en 1893 mesure 1,6 mm et la femelle 2 mm.

## Publication originale
- Simon, 1893 : Études arachnologiques. 25e Mémoire. XL. Descriptions d'espèces et de genres nouveaux de l'ordre des Araneae. Annales de la Société Entomologique de France, vol. 62, p. 299-330 (texte intégral).